# Stydký pahorek
Stydký pahorek (latinsky: mons pubis) nebo též Venušin pahorek (latinsky: mons veneris), zastarale hrma, je zevním pohlavním orgánem ženy, který je tvořen měkkou trojúhelníkovitou vyvýšeninou nad stydkou kostí nacházející se před vulvou. Volně navazuje na stydké pysky a tvoří jej silná kůže, pod níž je tukový polštář. Poskytuje ochranu stydké kosti při pohlavním styku. Počínaje obdobím puberty na něm začíná růst pubické ochlupení, které je ostře ohraničeno v horizontální linii při horním okraji stydkého pahorku.